# Amnon Altman
Amnon Altman (hebräisch אמנון אלטמן‎; * 13. Juli 1935 in Petach-Tikva, Israel; † 24. Oktober 2016) war ein israelischer Altorientalist und Professor für Jüdische und Allgemeine Geschichte an der Bar-Ilan-Universität in Ramat Gan.
Altman studierte an der Bar-Ilan-Universität, wo er mit einer Arbeit zum Königreich Amurru bei Pinchas Artzi promoviert wurde. Er wurde später an die Bar-Ilan-Universität berufen und lehrte dort bis zu seinem Ruhestand. Er wurde dort eines der Gründungsmitglieder des S. N. Kramer Institute of Assyriology.
Altmans Forschung konzentrierte sich auf die politische Geschichte Syriens, insbesondere seine Rolle in den Spannungen zwischen den Mittani, den Hethitern und Ägypten.

## Werke (Auswahl)
- The Historical Prologue of the Hittite Vassal Treaties. An Inquiry into the Concepts of Hittite Interstate Law, Bar-Ilan University Press, Ramat-Gan 2004, ISBN 965-226-294-3
- Tracing the Earliest Recorded Concepts of International Law, The Ancient Near East (2500–330 BCE), Brill, Leiden 2012, ISBN 978-90-04-22252-6
- Beritot mediniut ba-mizraḥ ha-ḳadum, Mosad Byaliḳ, Jerusalem 2018, ISBN 965-536-221-3